# Clive Needle
Clive Needle (n. 22 septembrie 1956) este un om politic britanic, membru al Parlamentului European în perioada 1994-1999 din partea Regatului Unit.
1. ↑  Deputații în Parlamentul European